# Purani
Purani es una comuna ubicada en el distrito de Teleorman, Rumania.

## Superficie
Posee una superficie de 22,73 kilómetros cuadrados.

## Demografía
Hasta 2021 la población era de 1372 habitantes, con una densidad de población de 60,36 habitantes por kilómetro cuadrado.